# Cyliosomella
Cyliosomella är ett släkte av mångfotingar. Cyliosomella ingår i familjen Sphaerotheriidae.
Kladogram enligt Catalogue of Life:
| Cyliosomella | \| \| Cyliosomella castanea \| \| \| \| \| \| Cyliosomella castaneum \| \| \| \| |
|              | \| \| Cyliosomella castanea \| \| \| \| \| \| Cyliosomella castaneum \| \| \| \| |
|              | Arthrosphaera                                                                    |
|              |                                                                                  |
|              | Bournellum                                                                       |
|              |                                                                                  |
|              | Cyliosoma                                                                        |
|              |                                                                                  |
|              | Heligmasoma                                                                      |
|              |                                                                                  |
|              | Kylindotherium                                                                   |
|              |                                                                                  |
|              | Oligaspis                                                                        |
|              |                                                                                  |
|              | Procyliosoma                                                                     |
|              |                                                                                  |
|              | Sphaerotherium                                                                   |
|              |                                                                                  |
|              | Cyliosomella castanea                                                            |
|              |                                                                                  |
|              | Cyliosomella castaneum                                                           |
|              |                                                                                  |

|  | Cyliosomella castanea  |
|  |                        |
|  | Cyliosomella castaneum |
|  |                        |